# 格奥尔基·皮达可夫
格奥尔基·“尤里”·列昂尼多维奇·皮达可夫（1890年8月18日—1937年1月30日），1917年俄国十月革命时期布尔什维克烏克蘭裔革命家、左翼反对派成员。皮达可夫早期是一名无政府主义者，不过他在1910年的时候加入了俄罗斯社会民主工党，并于1912年加入了布尔什维克，同年被流放至西伯利亚。他与列宁在民族问题上有严重分歧。1937年1月30日，皮达可夫在大清洗中被处决。

## 生平
皮达可夫早期是一名無政府主義者，1910年中学时代参加俄国社会民主工党，这时他在圣彼得堡大学学习经济学；不久被学校开除，1912年加入了布爾什維克，同年被流放至西伯利亞。1914年流亡国外。在1917年俄国二月革命后返回俄罗斯之前，与尼古拉·布哈林交往甚密。他與列寧在民族問題上有嚴重分歧。11月十月革命发生后与扬·加马尔尼克领导了基辅布尔什维克起义。他很快成为乌克兰基辅苏维埃执行委员会主席，领导布尔什维克所左右的各党派团体，这些团体在俄罗斯内战期间都力求控制乌克兰。
1921年他开始了作为苏联中央政府干练而坚强有力的经济行政官员的长期生涯。1922年，作为主审法官参与社会革命党人审判，判处多名社会革命党人死刑。1923年任国民经济最高委员会副主席，同年成为苏联共产党中央委员会委员。自1923年至1927年，他是反斯大林的托洛茨基派重要成员，这期间他被开除出党。1928年公开悔过后被重新接纳入党。1930年为最高经济委员会委员，主管全国化学工业，并再次被选为中央委员会委员。1933－1934年为苏联重工业副人民委员，1936年之前斯大林继续委任皮达可夫作为工业行政官员，以利用其聪明才智。1936年斯大林将其逮捕。皮达可夫同卡尔·拉狄克一道，是1937年1月第二次莫斯科审判的中心人物。他承认了各种反党和反苏维埃的活动，于1937年1月被处决。皮达可夫死后，1988年由苏联最高法院予以平反昭雪，撤销一切罪名。

## 備注
1. ↑  烏克蘭語羅馬化：Yurii (Heorhii) Leonidovych Piatakov
2. ↑  俄語羅馬化：Georgy (Yury) Leonidovich Pyatakov